# Contea di Boulia
La contea di Boulia è una Local Government Area che si trova nel Queensland. Essa si estende su una superficie di 61.102 chilometri quadrati e ha una popolazione di 480 abitanti. La sede del consiglio si trova a Boulia.